# 何輝集
何輝集（1906年4月24日—1941年8月28日）1906年生於法屬印度支那河靜省錦川縣，1936年7月至1938年3月間擔任印度支那共產黨總書記一職，1941年8月28日遭法國殖民當局處決。

## 生平
1906年4月24日何輝集出生於河靜省錦川縣錦興鄉錦勒村，生父為何輝相、生母為阮綠，父親中舉人後留在家鄉從事教育工作。1923年至1926年間何輝集在慶和省芽莊市擔任教職，但1925年起已參與革命活動，被芽莊殖民政府盯梢的他在1926年年中被逐出。他搬遷至乂安省榮市，一邊在高春育學校教書，一邊參加「復越會」的革命活動。該秘密組織為掩人耳目，一般以興南會之名義運作，不過他仍被榮市當局盯上而驅逐。
1927年3月他流落到西貢的私立安南學校教書，但翌年元月旋因鼓動學生罷課、鬥爭而遭開除。1928年年底為了越南青年革命同志會和新越革命黨的合併，新越革命黨南圻黨部派遣他至中國做代表。1929年7月19日何輝集被派遣至蘇聯莫斯科東方大學進修，不過1932年返國時遭法國逮捕，並遣送至比利時。他設法逃脫至中國廣西，並在1933年6月與黎鴻峰取得聯絡。
1934年6月印度支那共產黨在澳門舉行第一次會議，何輝集進入海外部領導委員會，負責宣傳訓練工作，並兼任《布爾什維克雜誌》總編輯。1935年3月27日至31日在澳門召開第一屆全國黨代表大會，何輝集、馮志堅等人成為黨中央委員會成員；翌年7月26日舉行的黨中央執行委員會會議上，他被任命為總書記。1938年5月1日何輝集被法國殖民當局拘捕，判處8個月徒刑並交由河靜省監管5年。1940年他被送返西貢，同年11月爆發南圻起義，殖民當局以「領導南圻起義」罪名判處死刑。1941年8月28日何輝集和阮氏明開、阮文渠、武文秦等人一同在西貢福門被處決。
直到2009年11月22日他的骨骸才被尋獲，同年12月1日在胡志明市統一府舉行追悼儀式，並將骨骸送返其故鄉河靜省錦川縣安葬。

### 家庭
- 妻子：阮氏教，曾為芹苴如雲學校教師，現居胡志明市富潤郡。
- 外孫女：阮氏金進，現任衛生部副部長。

## 外部連結
- 已故黨總書記何輝集誕辰100周年[永久]
- （越南文）Hà Huy Tập